# アクテアル虐殺事件
アクテアル虐殺事件（アクテアルぎゃくさつじけん、スペイン語: Matanza de Acteal）、アクテアルの虐殺（アクテアルのぎゃくさつ）またはアクテアル事件（アクテアルじけん）とは、1997年12月22日にメキシコのチアパス州チェナロー地区アクテアルの教会で先住民のツォツィル族45人が無差別に殺害された事件である。犠牲者の大半は女性や子供であった。

## 事件の背景
襲撃を受けたのはツォツィル族の共同体ラス・アベハスに所属している者たちであった。ラス・アベハスはサパティスタ民族解放軍と同様先住民の権利拡大を目指す団体であったがあくまでも平和的な手段のみを用い、武力を用いるサパティスタとは距離を置いていた。しかし、サパティスタの活動を快く思わない制度的革命党の準軍事組織からはサパティスタに対してのものと同様の敵視を受けていた。そのため、ラス・アベハスの組合員たちは迫害を避けるため余所の土地に避難する必要があった。

## 襲撃
1997年12月22日、襲撃は教会で祈りが行われている最中に行われた。襲撃者たちは教会に押し入り、女性を殺害するのみならずその乳房をえぐり取り、また胎児を引きずり出してマチェテで切り刻むなど、被害者に対して執拗な暴行を加えたとされている。

## 責任の所在
事件から1年足らずの1998年11月19日付でメキシコ連邦検察庁（PGR）が出した「アクテアル事件白書」（西: Libro Blanco sobre Acteal）では、事件を起こしたのは犠牲者と同じ先住民であるとされ、チェナロー地区の元区長を含む民間人85人、軍人1人、元州公安警察官11人が逮捕、起訴された。しかしサパティスタ民族解放軍は、虐殺は当時の大統領エルネスト・セディージョを始めとするメキシコ州政府ぐるみで計画されたものであったとして激しく糾弾を行った。2009年8月12日には一部受刑者の釈放が行われた。

## 関連文献
- Garza, Anna María; et al. (1998). “Antes y después de Acteal: voces, memorias y experiencias desde las mujeres de San Pedro Chenalhó”. In Rosalva A. Hernández Castillo (スペイン語). La otra palabra: Mujeres y violencia en Chiapas, antes y después de Acteal. Ciudad de México: CIESAS. pp. 15-36